# William Long (cónego)
William Long LL. B. (falecido em 16 de julho de 1835) foi um cónego de Windsor de 1804 a 1835.

## Família
Ele foi o quinto filho de Beeston Long e Sarah Cropp. Charles Long, 1º Barão Farnborough, foi seu irmão.

## Carreira
Ele foi educado no Emmanuel College, Cambridge.
Ele foi nomeado:
- Reitor de Sternfield, Suffolk 1788
- Reitor de Dennington, Suffolk 1788 - 1808
- Reitor de Pulham, Norfolk 1808

Ele foi nomeado para a décima bancada na Capela de São Jorge, Castelo de Windsor em 1804 e manteve a canonaria até à sua morte.